# グラーム・イスハーク・ハーン
グラーム・イスハーク・ハーン（ウルドゥー語: غلام اسحاق خان、英: Ghulam Ishaq Khan、1915年1月20日 - 2006年10月27日）は、パキスタンの官僚、政治家で、1988年から1993年まで第7代大統領を務めた。1985年から1988年までムハンマド・ジア＝ウル＝ハク大統領の下でパキスタン上院議長を務め、ジアの死後まもなく大統領に就任した。グラーム・イスハーク・ハーン工学科学技術研究所の創設者でもある。
バンヌで育ったハーンはペシャワール大学を卒業後、インドで公務員になったが、1947年のパキスタン分離独立後はパキスタンに渡った。1961年にアユーブ・ハーン大統領によって水・電力開発庁の初代長官に任命され、1966年から1970年まで財務大臣も務めた。その1年後、ズルフィカール・アリー・ブットー大統領によってパキスタン国立銀行総裁に任命され、1975年には国防大臣に任命され、パキスタンの核兵器開発計画を支援した。1977年、ジア＝ウル＝ハク大統領によって財務大臣に任命され、パキスタンの平均GDP成長率の最高値を監督した。1985年にパキスタン上院議長に選出されたハーンは、1988年8月17日にジアが航空機事故で死去した後、自動的に代理という形で大統領に昇格。12月13日の正式な選挙でも、イスラミ・ジャムホーリ・イテハドとパキスタン人民党の両党の合意形成から大統領候補に選出された。
最年長で大統領に就任したグラーム・イスハーク・ハーンは、共産主義政権のアフガニスタンに対してタカ派的な役割を果たす一方、プレスラー修正案により米国との関係は悪化した。カラチでは民族暴動が勃発し、これらの混乱に対してベーナズィール・ブットー首相は、保守派の野党指導者ナワーズ・シャリフやジア政権後の軍部と良好な関係を築く一環として行ったことが、ハーンが自身の政権を挫折させるのに到った非難した。ハーンはその後パキスタン憲法修正第8条を発動し、汚職の横行と失政を理由にベーナズィールをわずか20ヶ月で罷免した。シャリフは1990年に首相に選出されたが、ハーンはその3年後に同様の容疑で政権を罷免した。最高裁は罷免を覆したが、行き詰まりは最終的に1993年に両氏の辞任につながった。
その後公務から引退したハーンは、故郷の州にあるグラーム・イスハーク・ハーン工学科学技術研究所の所長を務め、2006年に肺炎で死去した。パキスタンの歴史家たちの間では、ハーンは賛否両論といった評価さをされており。賛の面であれば「自分に厳しい人物であった」と評価されているが、否の面では「独裁的な大統領職を振るい、2つの政権を追放した」として非難の対象となっている。